# Université d'État de Jacksonville
Pour les articles homonymes, voir JSU.
L'université d'État de Jacksonville (en anglais : Jacksonville State University ou JSU) est une université américaine située à Jacksonville en Alabama.

## Sports
L'université est présente dans de nombreux sports sous le nom de Gamecocks de Jacksonville State en National Collegiate Athletic Association, les équipes rejoindront la Conference USA en 2022.

## Source
- (en) Cet article est partiellement ou en totalité issu de l’article de Wikipédia en anglais intitulé « Jacksonville State University » (voir la liste des auteurs).